# Отишан
Отишан (фр. Autichamp) насеље је и општина у источној Француској у региону Рона-Алпи, у департману Дром која припада префектури Ди.
По подацима из 2011. године у општини је живело 134 становника, а густина насељености је износила 21,44 становника/km². Општина се простире на површини од 6,25 km². Налази се на средњој надморској висини од 250 метара (максималној 485 m, а минималној 245 m).

## Демографија
| 1962. | 1968. | 1975. | 1982. | 1990. | 1999. | 2011. |
| ----- | ----- | ----- | ----- | ----- | ----- | ----- |
| 106   | 114   | 105   | 115   | 117   | 120   | 134   |

График промене броја становника у току последњих година